# Корпус маневрирования

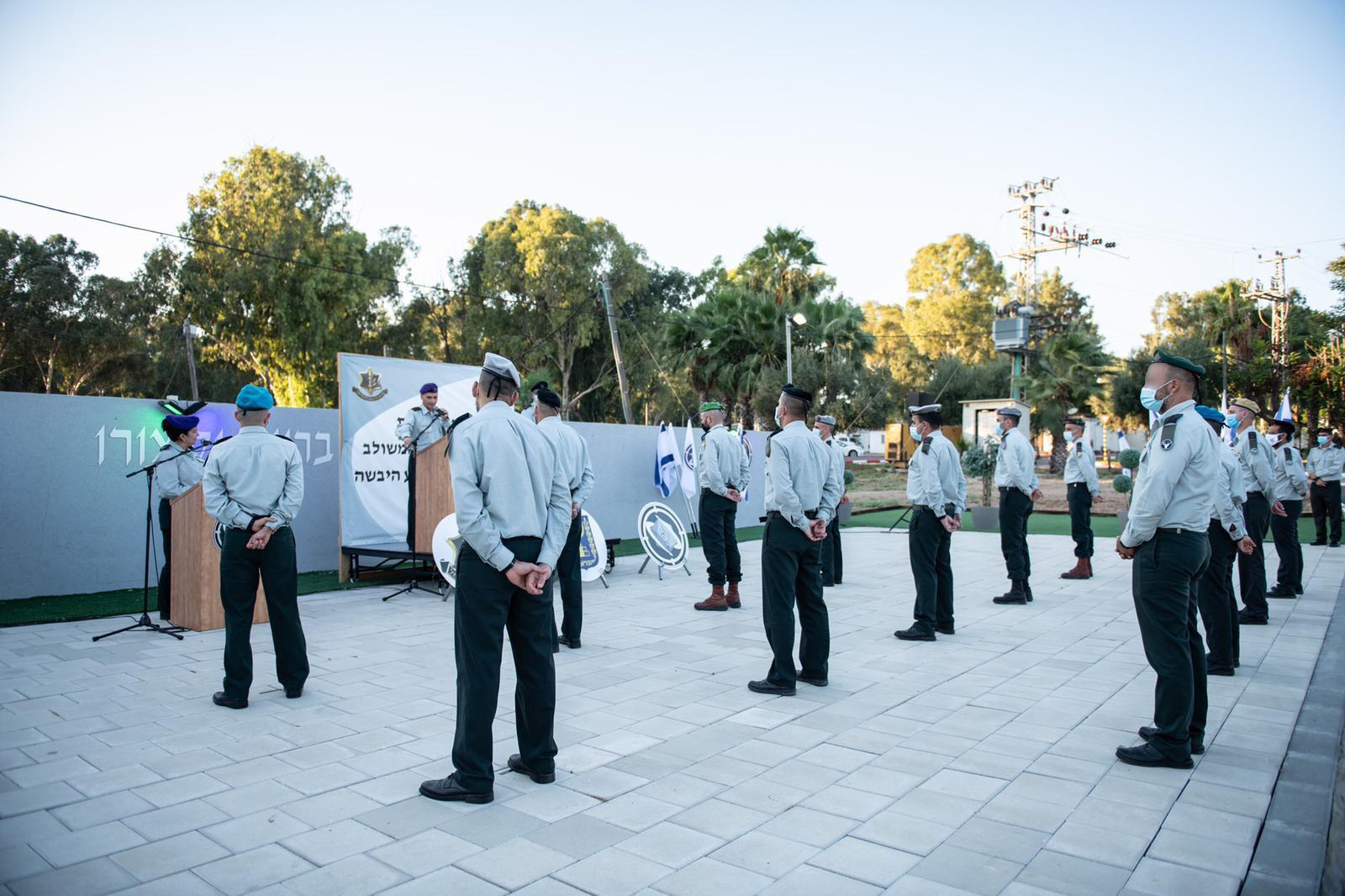
Церемония основания корпуса, август 2020 года

Корпус маневрирования (ивр. מערך התמרון‎, также Многомерный интегрированный корпус маневрирования ивр. מערך התמרון המשולב הרב-ממדי‎) — ныне расформированный маневренный корпус в составе сухопутных войск Армии обороны Израиля, который был создан 16 августа 2020 года в рамках многолетней программы реформирования «Тнуфа». В конце 2024 года был расформирован на основании решения, принятого ещё до начавшейся в октябре 2023 года войны в Газе.

## Структура корпуса
Штабу подчинялись в период его деятельности:
- Дивизия «Ха-Базак»
- Штаб главного пехотного офицера и штаб десантников
- Штаб главного бронетанкового офицера
- Штаб главного боевого инженера
- Штаб главного артиллерийского офицера

Кроме того, в состав корпуса входили дополнительные подразделения:
- Департамент доктрин и концепций — его роль заключалась в построении доктрины наземного боя, планировании форм применения сил и интеграции сил (сотрудничества). Помимо формулирования боевой доктрины, в функции департамента также входило перемещение военнослужащих в подразделениях сухопутных войск, обучение, контроль и изучение уроков прошлого. Чтобы регулярно извлекать уроки прошлого, отдел проверял и изучал функционирование сухопутных войск во время обучения, оперативных операций, обеспечения текущей безопасности и в военное время, чтобы в режиме реального времени исправлять недостатки в боевой доктрине, используемой этими подразделениями.

## Командиры корпуса маневрирования

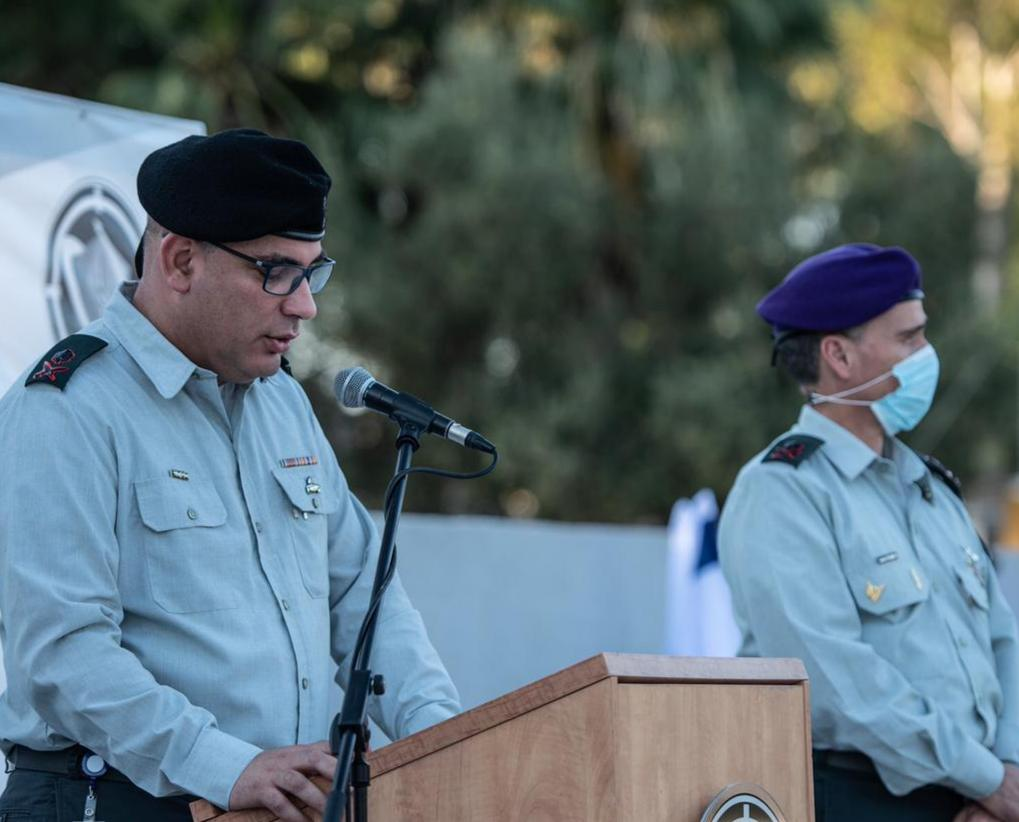
На церемонии основания корпуса выступает первый командир корпуса Яаков Банджо, справа от него командующий сухопутными войсками Йоэль Стрик

Во главе корпуса маневрирования стоял офицер в звании генерал-майора, одновременно командовавший Северным корпусом.